# 亞馬孫級護衛艦
亞馬孫級離岸巡邏艦（英語：Amazonas-class offshore patrol vessel），為巴西海軍的巡邏艦，衍生自英國河級巡邏艦，原為千里達與多巴哥海岸防衛隊西班牙港級，但千里達與多巴哥於交付前夕取消訂購，後由巴西購入。

## 圖庫

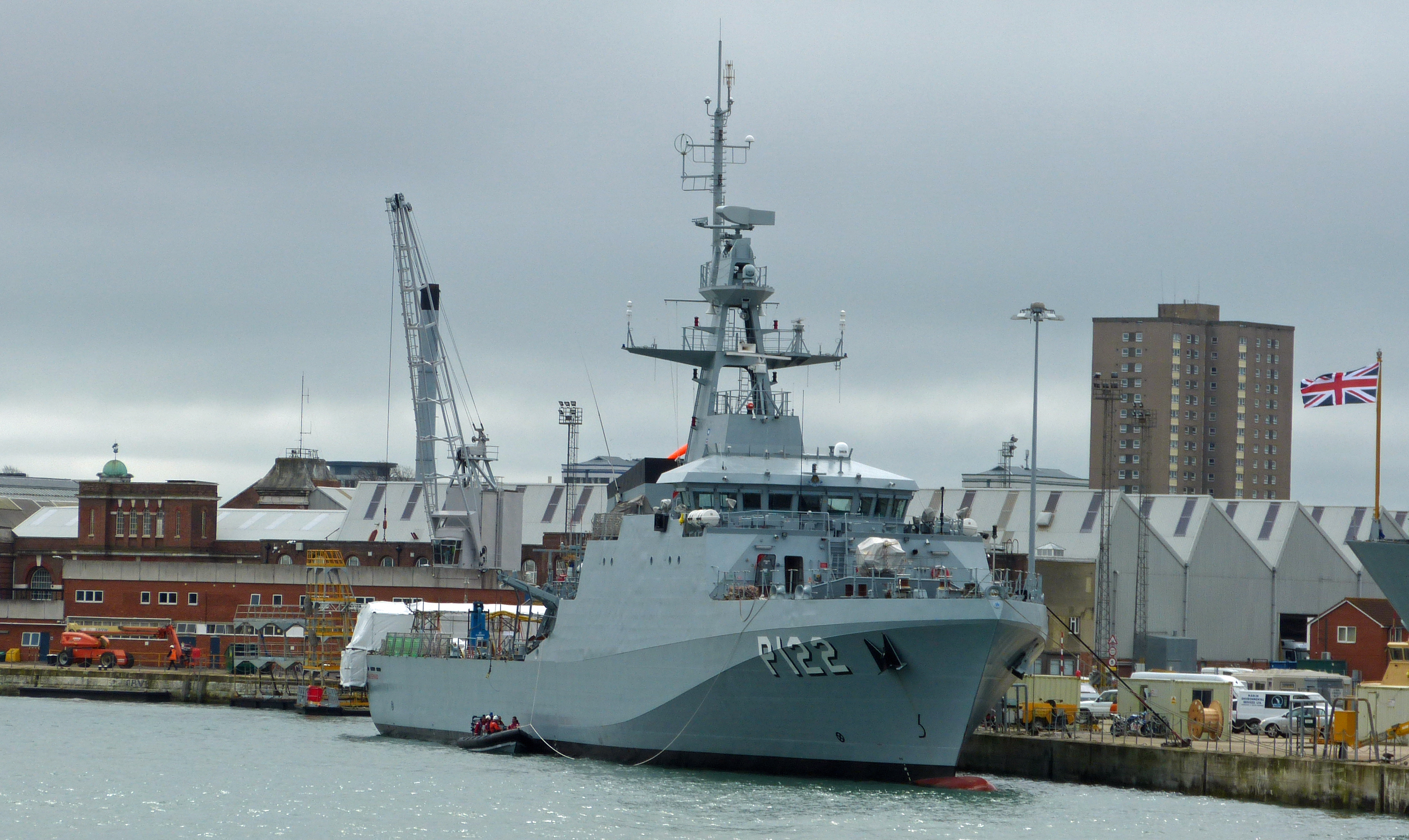
阿拉瓜里號靠泊樸資茅斯，2013年4月24日攝。
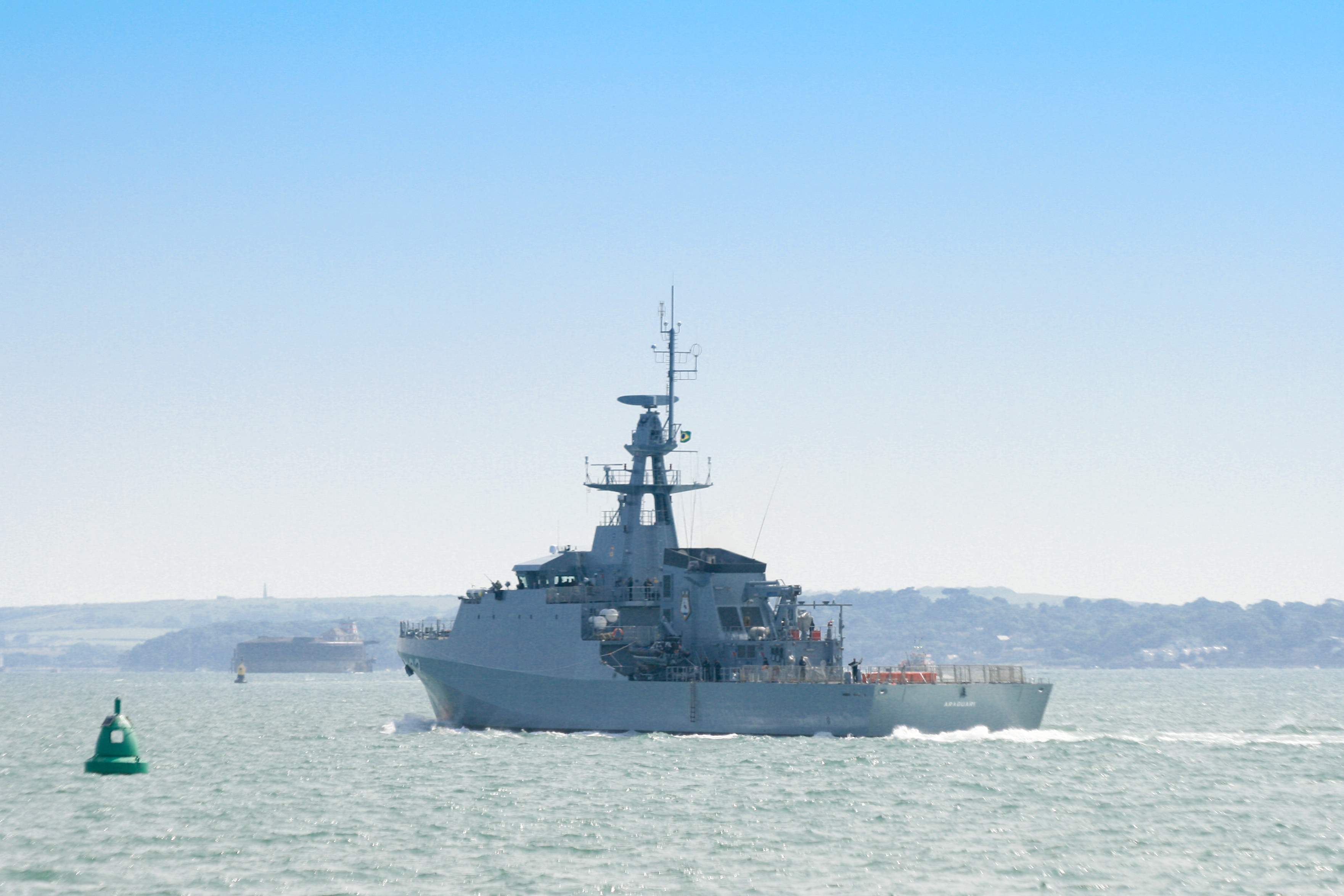
阿拉瓜里號離港，2013年7月12日攝於樸資茅斯。
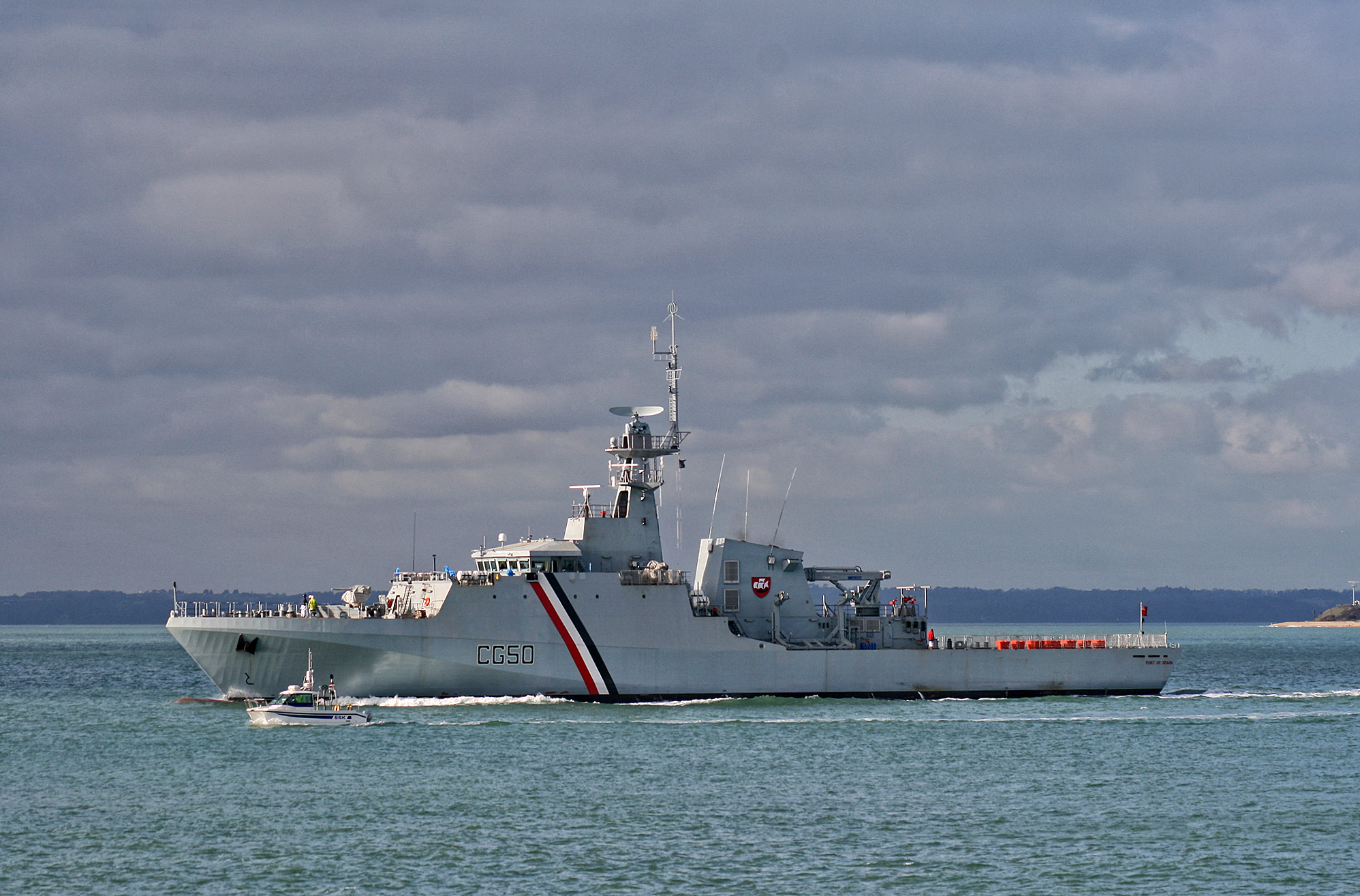
原西班牙港號，2010年攝於樸資茅斯。
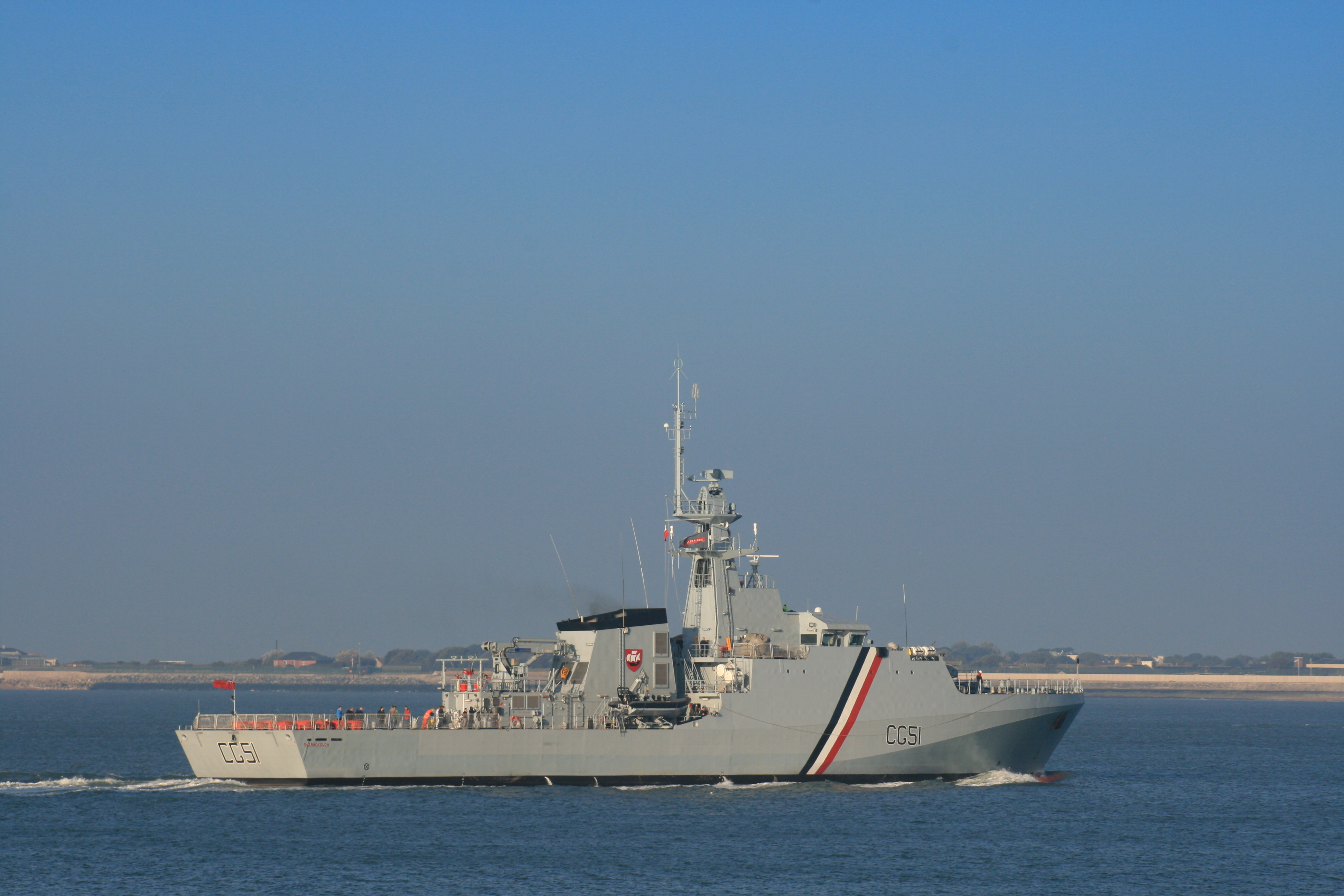
原史卡波羅夫號， 2010年攝於樸資茅斯。

## 資料來源
1. 1 2 3 4 5 6 7  . www.baesystems.com. BAE Systems.   [2016-08-02]. （原始内容存档于2016-07-30）.
2. ↑  . June 22, 2013  [2019-08-10]. （原始内容存档于2021-02-14）.
3. ↑  .   [2019-08-10]. （原始内容存档于2016-03-08）.
4. ↑  . mdc.   [2019-08-10]. （原始内容存档于2019-08-10） （中文）.

## 外部連結
- Press release from BAE Systems
- Product information from BAE Systems
- BAE Systems Datasheet